# Melschede (Adelsgeschlecht)

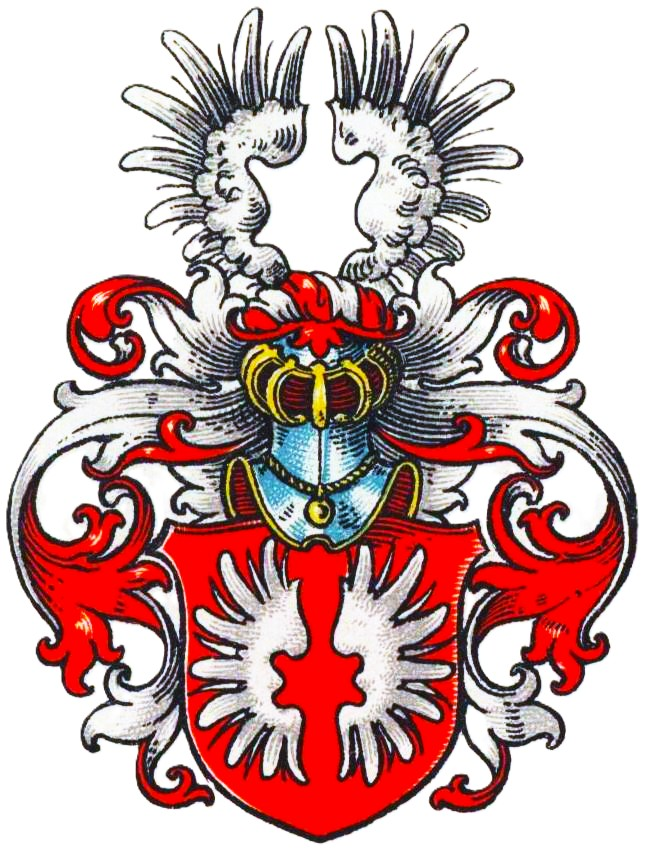
Wappen derer von Melschede im Wappenbuch des Westfälischen Adels

Melschede ist der Name eines im 18. Jahrhundert erloschenen westfälischen Uradelsgeschlechts.

## Geschichte
Das Geschlecht stammt von einem gleichnamigen Stammsitz, dem heutigen Schloss Melschede bei Balve im Sauerland, Dort erscheint es erstmals 1341 mit Hermann von Melschede. Die Familie besaß später Balve (urkundlich 1526–1572), Haus Brenschede (1590–1789), Garbeck (1500–1572) und Marten (1649–1755) sowie ein Haus in Schwerte und ein Burglehen auf Burg Mark.
Nach dem genannten Hermann von 1341 werden 1411 Johann, 1425–1426 die Brüder Johann und Rötger und 1426 die Brüder Hermann und Johann von Melschede erwähnt. 1437 ist der Knappe Lambrecht von Melschede Zeuge bei der Belehnung von Freigraf Mais von Leueringhusen mit der Freigrafschaft Balve durch den Kölner Erzbischof Dietrich II. von Moers. Heynemann Melschede wiederum ist im selben Jahr Zeuge bei der Besichtigung der Grenzen zwischen Brilon und Büren. 1437 besiegelten Lambert und Johann von Melschede die westfälische Landesvereinigung. 1446 war Johann von Melschede zusammen mit Erzbischof Dietrich vor Soest und wurde gefangen genommen. Im weiteren Verlauf erscheinen 1447/48 Diedrich, 1463 Hermann, mit Soest in Fehde, 1475 Johann und 1482 Henrich und Hermann von Melschede. 1483 wurde Hermann von Melschede vom Kölner Erzbischof mit der Freigrafschaft Balve belehnt, die sein Vater Hermann von Melschede von Albert von Kobbenroyde gekauft hatte. 1550 wurden die Brüder Hermann und Johann von Melschede in die Freigrafschaft zu Balve investiert. Danach erscheinen 1559 Diedrich, 1589 als verstorben, und ein Heinrich von Melschede, Domdechant zu Paderborn. Auf einem Altar des Osnabrücker Doms, den 1651 Johann von Melschede, Dechant zu Osnabrück und Kantor zu Hildesheim, stiftete, stehen die Wappen Melschede und Canstein. Ein Hauptmann Gisbert Gert Johann von Melschede, erscheint 1711 als verstorben.
Laut Leopold von Ledebur und Ernst Heinrich Kneschke starb das Geschlecht mit dem Tod von Johann David von Melschede († 1789) aus.

## Stammfolge
Anton Fahne gibt folgende, mit Angaben von Hülsebusch leicht ergänzte Stammfolge an:
- Johann von und zu Melschede und Garbeck ⚭ Alheid von Witten (oder von Brock)
  - Hermann von Melschede zu Garbeck und Balve (urkundlich 1526) ⚭ Anna von Rump zu Valbert, Tochter von Johann von Rump und N. N. von Schade
    - Johann von Melschede zu Garbeck (urkundlich 1542), 1576 mit Brenschede belehnt, ⚭ 1526 Grete von und zu Neuhoff, Tochter von Georg von Neuhoff († 1538) und Billia Steck zu Herten und Steinkulen
      - Johann von und zu Melschede und Garbeck (urkundlich 1581) ⚭ I. 1566 Anna von und zu Canstein, Tochter von Lippold von Canstein und Anna von Münster, ⚭ II. Anna Margreth von Rolshausen (urkundlich 1580), Tochter von Friedrich von Rolshausen und Requina von Benningen
        - aus I.: Caspar von Melschede zu Garbeck († 1624), Drost zum Neuenhause 1608, ⚭ Arnolda von Harmen zu Haus Haaren, Tochter von Göddert von Harmen und Elisabeth von der Recke zu Kaldenhoff
          - Caspar Wilhelm von Melschede, Domherr zu Osnabrück, war 1638 bereits tot
          - Margreth von Melschede ⚭ I. Jost von Zerssen, kaiserlicher Oberstleutnant, ⚭ II. Robert Staël von Holstein (urkundlich 1647)
          - Johann Gotfried von Melschede zu Garbeck, Domherr zu Osnabrück, resignierte auf seinen Bruder, ⚭ Maria Gertrud von Amstel zu Holthever, Tochter von Maximilian von Amstel und N. N. von Bronchorst
            - Beatrix Cornelia von Melschede, Erbin zu Garbeck, ⚭ Georg Friedrich von Mengede zu Westönnen

        - aus I.: Leopold von Melschede
        - aus I.: Johann von Melschede, Münsteraner und Osnabrücker Domherr, Propst zu Wiedenbrück 1636
        - aus I.: Cathrin von Melschede
        - aus I.: Elisabeth von Melschede
        - aus II.: Margreth von Melschede († 1649) ⚭ I. N. N. von Schade zu Ihorst, ⚭ II. Bernd Vogt von Elspe zu Bamenoel (urkundlich 1590)

      - Goddert / Gotthard von Melschede zu Brenschede (urkundlich 1590; † 1604), 1598 mit Brenschede belehnt, ⚭ Magrit von Neheim zu Haus Ruhr (Schwerte), 1640 Witwe, Tochter von Hermann und Clar. Elisabeth Voigt von Elspe zu Burg Borghausen
        - Gert Hermann von Melschede, erhielt Brenschede 1605 und 1616 als Lehen
        - Johann von Melschede zu Brenschede (urkundlich 1633, † 1640) ⚭ Ida von der Leithe zu Haus Marten, Erbin eines Teils von Marten, Tochter von Jobst von der Leithe und Anna von Torck zu Edinckhausen
          - Gerhard Friedrich von Melschede zu Marten († 1672), brachte 1649 das Lehngut Haus Marten von der Witwe des Jost von der Leithe zu Marten an sich, 1651 und 1666 mit Brenschede belehnt, ⚭ I. Anna Sybilla von Torck zu Haus Nordherringen, Tochter des Caspar von Torck und der Sybilla Margaretha von Calle zu Haus Dahl (Hagen), ⚭ II. 1667 Maria von Wallraben († 1705), kinderlos
            - aus I.: Johann Bernd von Melschede zu Marten (urkundlich 1679, 1699; † 1702) ⚭ Sophia Petronella von Syberg zu Haus Wischlingen, Tochter von Johann Georg von Syberg und Sybilla Arnolda von der Recke zu Kemnate
              - Wennemar Caspar Wilhelm von Melschede zu Marten und Brenschede († 1738), wurde 1724 mit Brenschede belehnt, ⚭ 1713 Maria Elisabeth von Syberg, Tochter von Friedrich Matthias von Syberg zu Kemnade und Anna Christine von Syberg zum Kleff
                - Friedrich Bernhard Johann von Melschede zu Brenschede und Marten († 1773); 1741, 1749 und 1761 mit Brenschede belehnt; blieb unverheiratet; nach seinem Tod wurde Brenschede von der Lehnkammer in Styrum als erledigtes Lehen eingezogen
                - Isabella Wilhelmine Johanna von Melschede ⚭ Abrecht Adolph Johann Friedrich Anton von Syberg zu Schloß
                - Sybilla Johanna von Melschede
                - Kind, früh verstorben
                - Kind, früh verstorben
                - Kind, früh verstorben

            - aus I.: Jobst Ludolph von Melschede († 1723), ehemals französisch reformierter Offizier (Leutnant); wurde 1715 mit Haus Brenschede belehnt
            - aus I.: Caspar Jobst von Melschede ging 1684 nach Dänemark
            - aus I.: Sybilla Cathrin von Melschede, Stiftsdame zu Hörde und Clarenberg

          - Wennemar von Melschede zu Brenschede (urkundlich 1652; † 1683), Obristwachtmeister, 1672 nach Tod des Bruders mit Brenschede belehnt, ⚭ Sophie von Vittinghoff genannt Schell, Tochter von Cort von Vittinghoff genannt Schell und Anna Cathrin von Torck
            - Johann Bernhard von Melschede zu Brenschede († 1715), 1683, 1691 und 1703 mit Brenschede belehnt, ⚭ 1692 Elisabeth Johanna Freiin von Khaynach, Tochter von Ehrenisch Dietrich von Khaynach und Johanna Elisabeth von Hugenpoet, verstarben kinderlos, sodass Haus Brenschede an die Linie zu Marten fiel
            - Franz Johann von Melschede, Leutnant der Leibgarde der kurfürstlichen Durchlaucht zu Brandenburg
            - Gisbert Gerhard Johannes von Melschede (1711 bereits tot), gestorben in Ungarn, begraben in Elsey
            - Ida Sophia von Melschede
            - Anna Catrin von Melschede
            - Ida Sophia von Melschede, Stiftsdame zu Elsey
            - Katharina Sybilla von Melschede, 1726 Witwe, ⚭ Johann Bartold von Pöppinghausen zu Coverstein

          - Anna Margaretha von Melschede, Stiftsdame im Stift Elsey
          - Sybilla Adelheid von Melschede, Stiftsdame im Stift Elsey
          - Catrina Elisabeth von Melschede († 1670) ⚭ Johann Dietrich von Walrabe zu Wittenborg
          - Elisabeth von Melschede († 1722)

        - Henrich von Melschede, 1640 Hauptmann, Besitzer eines Hauses in Schwerte, wo er noch 1655 lebte, ⚭ I. N. N., ⚭ II. Anna Catrina von Elverfeld zu Haus Herbede, Tochter von Henrich von Elverfeld und N. N. von Meinerzhagen aus Köln
          - aus II.: N. N. französischer Hauptmann
          - aus II.: Friedrich Henrich von Melschede, in kurbrandenburgischen Diensten, 1655 von den Bauern zu Lüdenscheid mit Steinen totgeworfen
          - aus II.: Ida Gertrud von Melschede († 1686) ⚭ I. Johann Albert von Cubach, ⚭ II. Johann Marquard aus Soest
          - aus II.: Adolpha von Melschede ⚭ I. N. N. von Klepping, ⚭ II. N. N. Villeneuve

  - N. N., Tochter, ⚭ N. N. von Kobbenrot

Nachdem Friedrich Bernhard Johann von Melschede zu Brenschede und Marten († 1773) unverheiratet und kinderlos verstorben und Haus Brenschede als erledigtes Lehen eingezogen worden war, meldete 1782 ein Verwandter, Johann David von Melschede, Anspruch auf Haus Brenschede an. Es ist nicht bekannt, wie sein Vater an die Stammfolge oben anzuschließen ist:
- Gerhard Wilhelm von Melschede, Hauptmann; fiel 1740/1 im 1. Schlesischen Krieg vor Prag, ⚭ N. N.
  - Paul Engelbert von Melschede († 1784), Kriegskommissar in hessen-darmstädtischen Diensten, später wandernder Musiker, verzichtete auf sein Lehnsrecht auf Brenschede, ⚭ Elisabeth Dorothea
  - Johann David von Melschede († 1789), wurde 1782 mit Brenschede belehnt, Letzter des Geschlechts

## Wappen
Blasonierung: In Rot ein offener silberner Flug. Auf dem rot-silbern bewulsteten Helm mit rot-silbernen Helmdecken der offene silberne Flug.
Aufgrund der Wappenverwandtschaft vermutet Anton Fahne eine Stammesverwandtschaft mit den Cloet und den Mengersen.

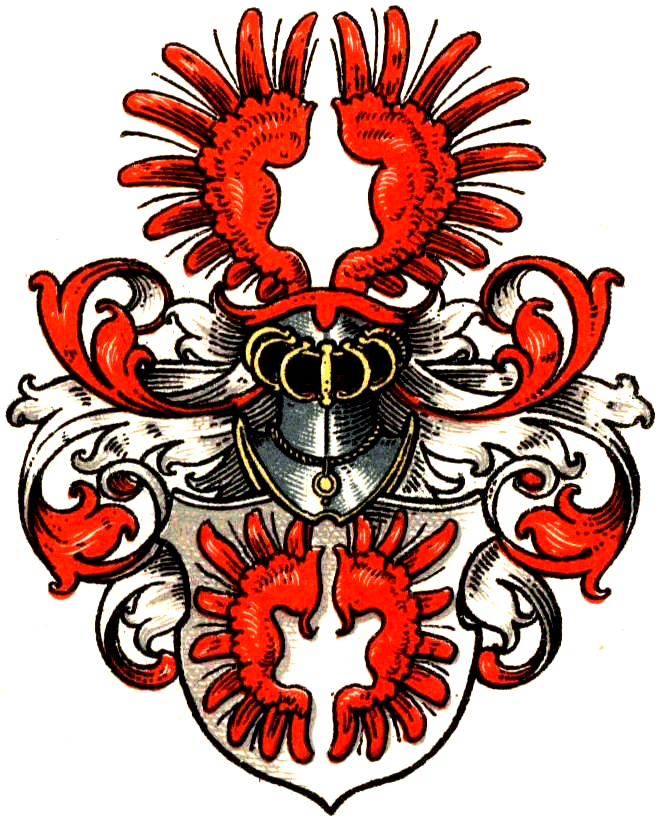
Stammwappen derer von Cloet im Wappenbuch des Westfälischen Adels
Wappen derer von Mengersen